# Системи автоматичного навчання
Системи автоматичного навчання — автоматичні системи, що навчаються, самонавчаються та системи, що навчають.

## Системи, що навчаються
Системи, які для нормального функціонування в процесі експлуатації накопичують та запам'ятовують досвід, одержаний в процесі керування системою.

## Системи, що самонавчаються
У таких системах спосіб відшукування оптимального режиму роботи керованого об'єкта автоматично вдосконалюється в процесі накопичення досвіду керування.

## Системи, що навчають
Системи, призначені для навчання людини або автомата.
Наприклад, тренажери для навчання водіїв машин, льотчиків, танкістів тощо. Машини для навчання школярів, студентів.